# Secernozaur
Secernozaur (Secernosaurus) – rodzaj ornitopoda z rodziny hadrozaurów (Hadrosauridae) żyjącego w późnej kredzie na terenie Ameryki Południowej. Został opisany przez Michaela Bretta-Surmana w 1979 roku w oparciu o niekompletny szkielet (FMNH P13426) obejmujący fragmentaryczną puszkę mózgową, kilka kręgów ogonowych, dwie kości biodrowe, kość przedłonową oraz strzałkową pochodzące z datowanych na cenoman-koniak osadów formacji Bajo Barreal w prowincji Chubut w Argentynie. Holotyp został zebrany w 1923 roku przez J.B. Abbotta dla Muzeum Historii Naturalnej w Chicago. Według analizy Hornera, Weishampela i Forster z 2004 roku Secernosaurus jest bazalnym przedstawicielem hadrozaurów nienależącym do grupy Euhadrosauria. W 2010 roku Prieto-Márquez i Salinas zsynonimizowali z Secernosaurus koerneri gatunek Kritosaurus australis, wskazując na kombinację cech kości biodrowej i łonowej niewystępującą u innych taksonów. Według analizy filogenetycznej przeprowadzonej przez autorów Secernosaurus należy do kladu Kritosaurus-Gryposaurus wewnątrz Saurolophinae, a jego taksonem siostrzanym jest argentyński gatunek Willinakaqe salitralensis.
Nazwa rodzajowa Secernosaurus oznacza „okaleczony jaszczur”.